# یوشیکی ماتسوشیتا
یوشیکی ماتسوشیتا (انگلیسی: Yoshiki Matsushita؛ زادهٔ ۳ مارس ۱۹۹۴) بازیکن فوتبال اهل ژاپن است.
از باشگاه‌هایی که در آن بازی کرده‌است می‌توان به باشگاه فوتبال ویسل کوبه اشاره کرد.